# Église Saint-Pierre de Génat
Pour les articles homonymes, voir église Saint-Pierre.
L'église Saint-Pierre, construite au XIIe siècle, est l'église paroissiale du village de Génat, en Ariège (France).

## Historique
L'église Saint-Pierre est mentionnée pour la première fois en 1118, comme appartenant à l'importante abbaye bénédictine de Lagrasse. Puis vers 1160 ou 1185, un tiers de la dîme de Génat est accordé par ce monastère à l'abbaye de Boulbonne, qui depuis quelques années est propriétaire de la grange de Sabarthès (aujourd'hui la Grangette).
Le 7 octobre 1551, le commissaire J. de Regerts envoyé de l'évêque de Pamiers Jean de Barbançon, visite le lieu, dont le vicaire est alors un certain Pierre Marti. Peu après, le prieur de l'église est Raymond Martin, profondément opposé à la réforme protestante qui marque cette période.
L'église est largement remaniée au cours des siècles, et connaît sa plus grande restructuration en 1843, avec la réorientation de la nef. Cette dernière est ensuite ornée d'étoiles à la fin du XIXe siècle, puis restaurée en 1950 à la suite des dégâts d'un ouragan.
Sous le maire Marius Carbonne (1959-1977), l'horloge extérieure est ajoutée. De 2015 à 2020, l'église est entièrement rénovée, et outre la restauration des murs extérieurs, elle obtient une nouvelle toiture en ardoises, remplaçant l'ancienne en tuiles.

## Architecture
L'église Saint-Pierre présente une architecture romane, dont le témoin le plus précieux est le clocher, ajourée de baies géminées. Elle est couverte en ardoise et entourée du petit cimetière du village.

Le mobilier intérieur comprend un monument aux morts de la Première Guerre mondiale avec deux drapeaux croisés et une croix. Il renferme aussi un calice en argent réalisé par un orfèvre parisien, Jean-Baptise Garnier, au début du XIXe siècle, et un tabernacle, tous deux classés en 1969,.

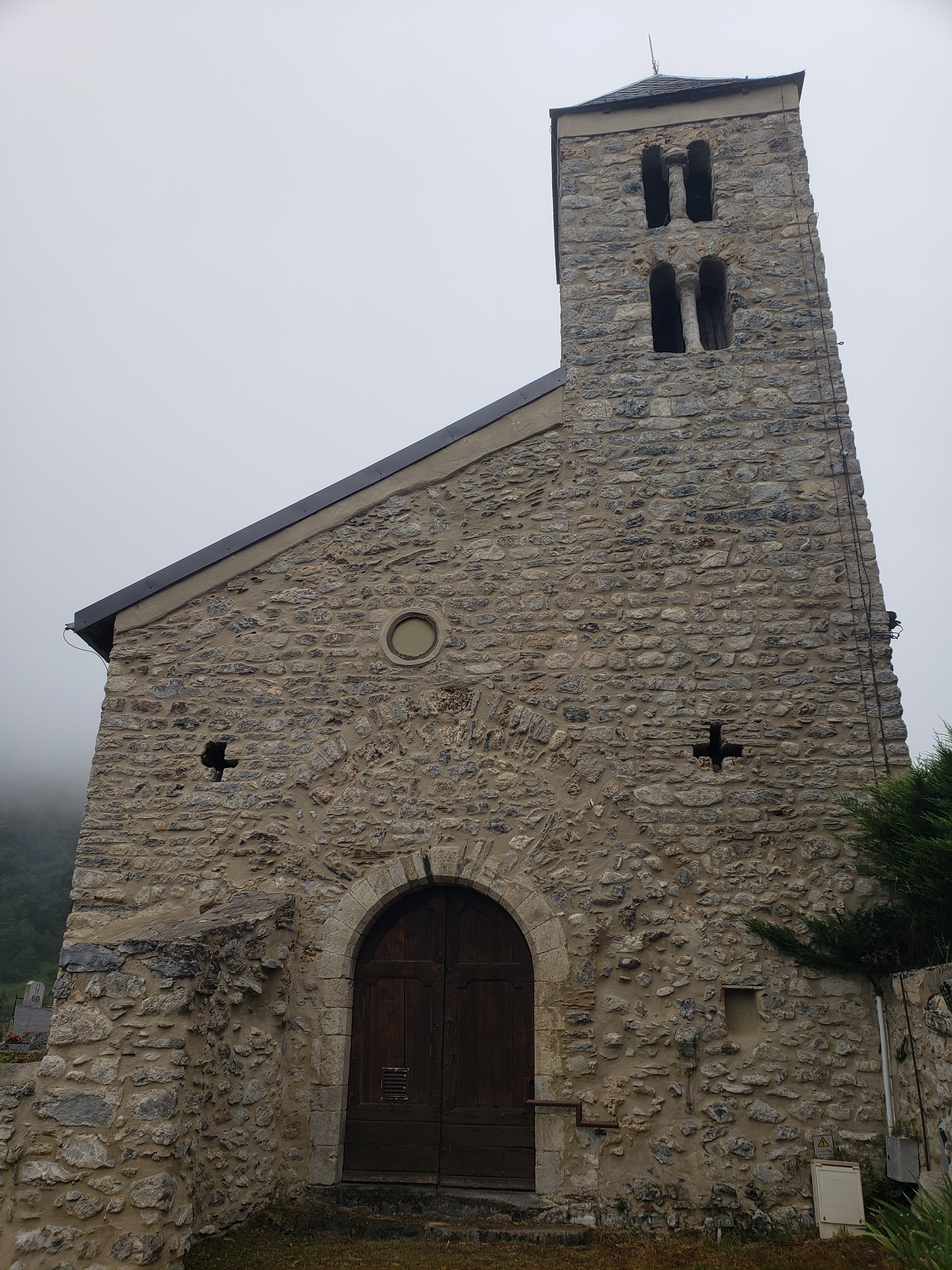
Le porche d'entrée
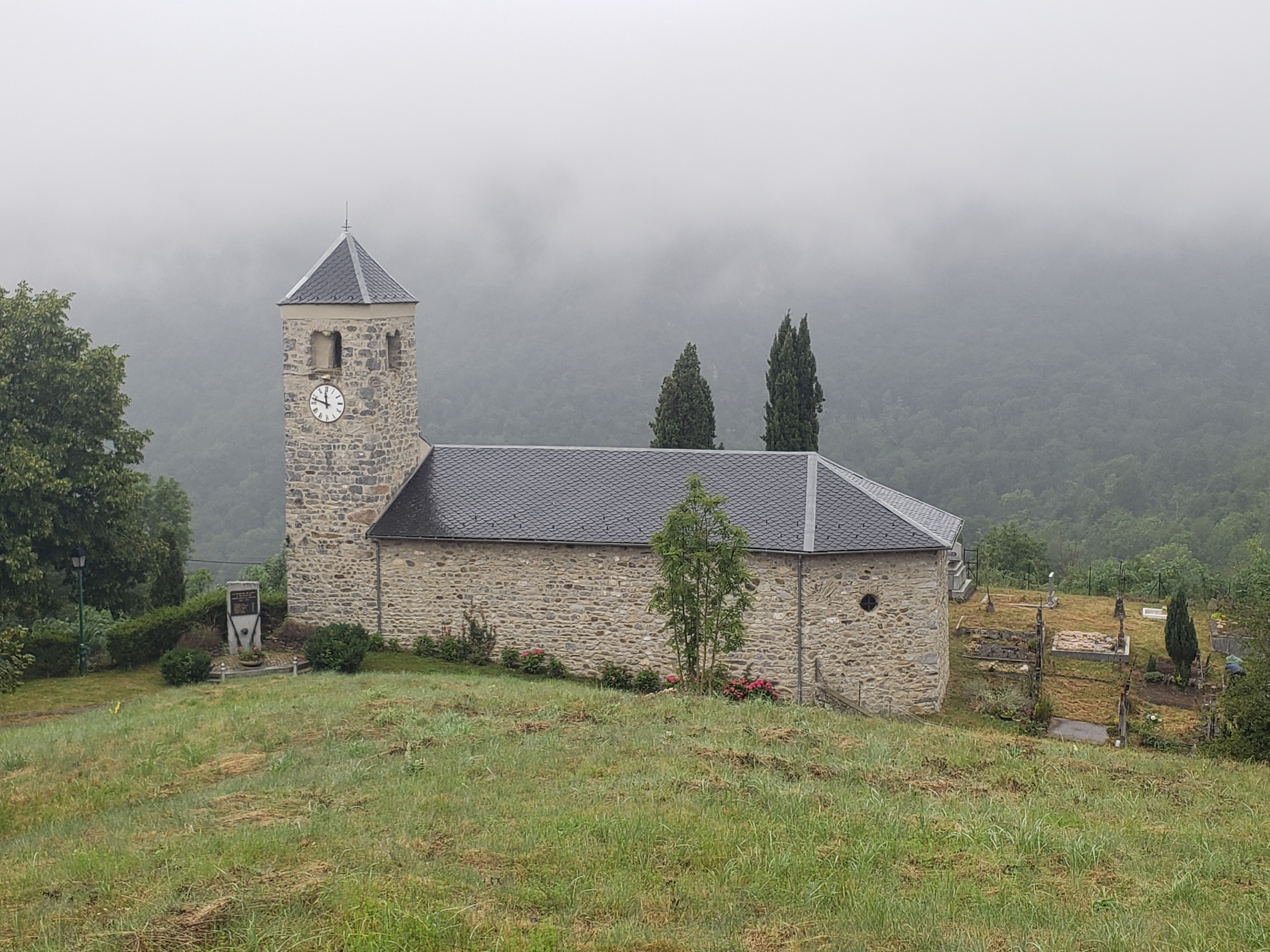
Vue de l'église

## Vues intérieures

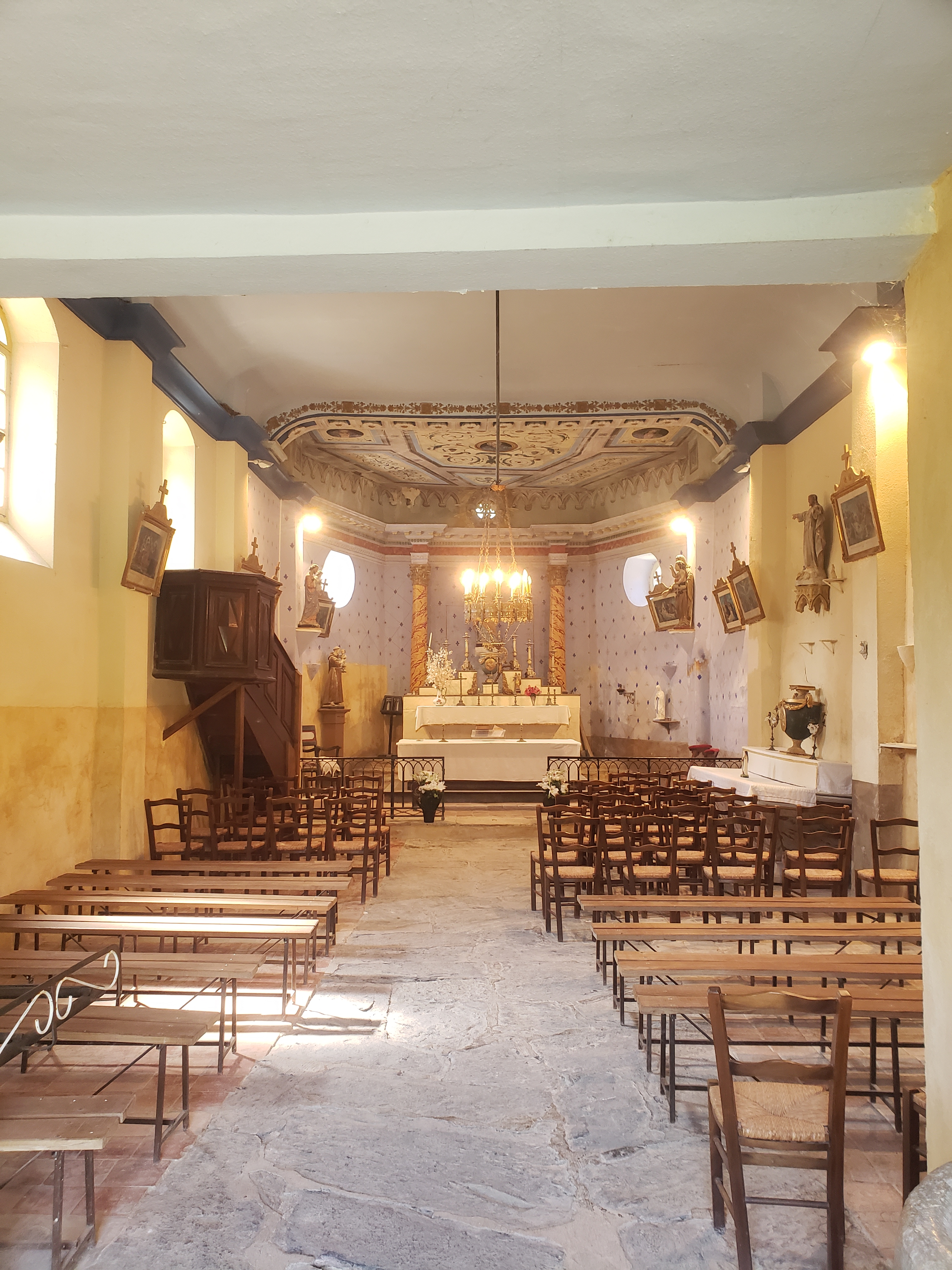
Vue d'ensemble
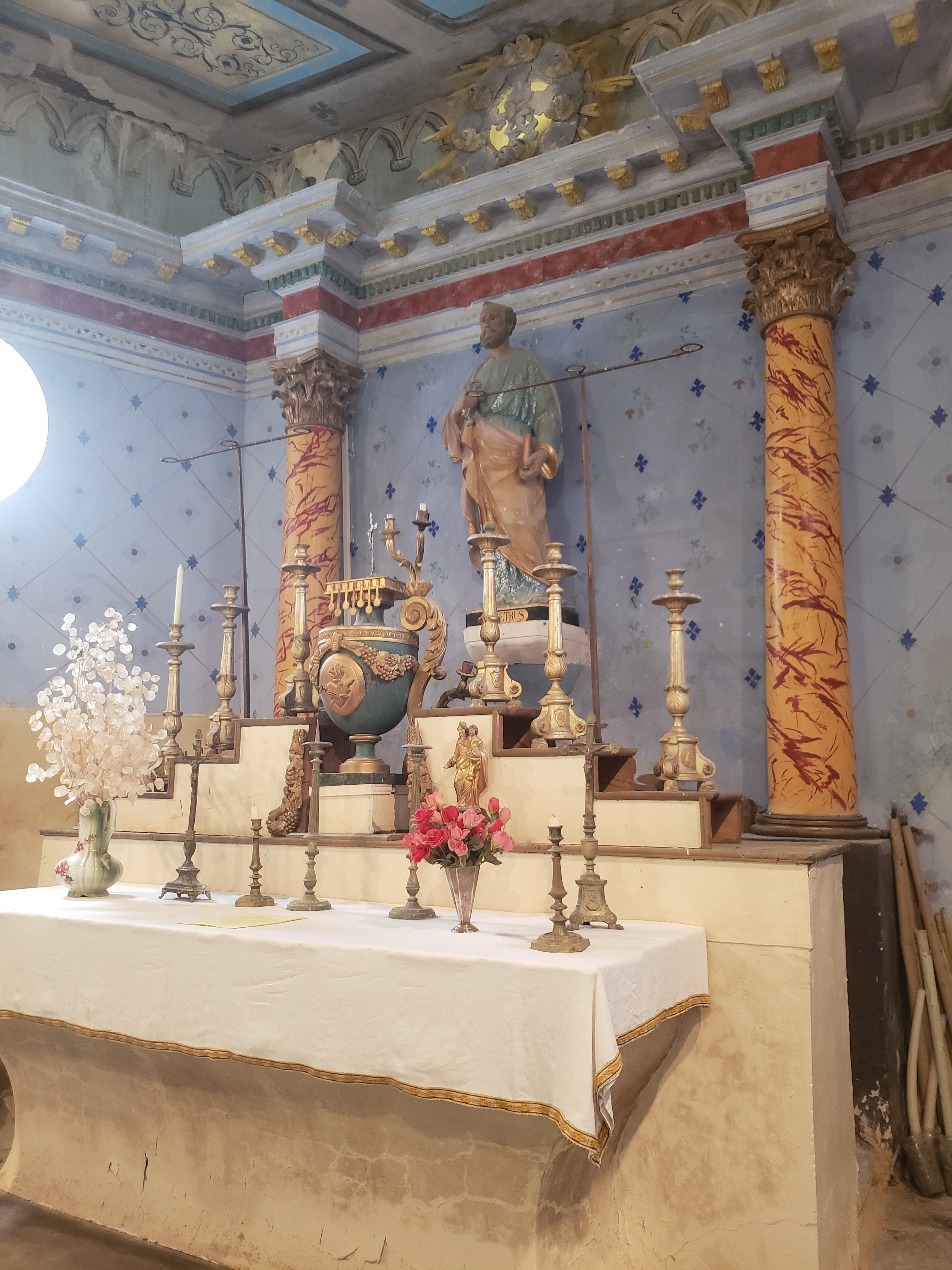
Autel
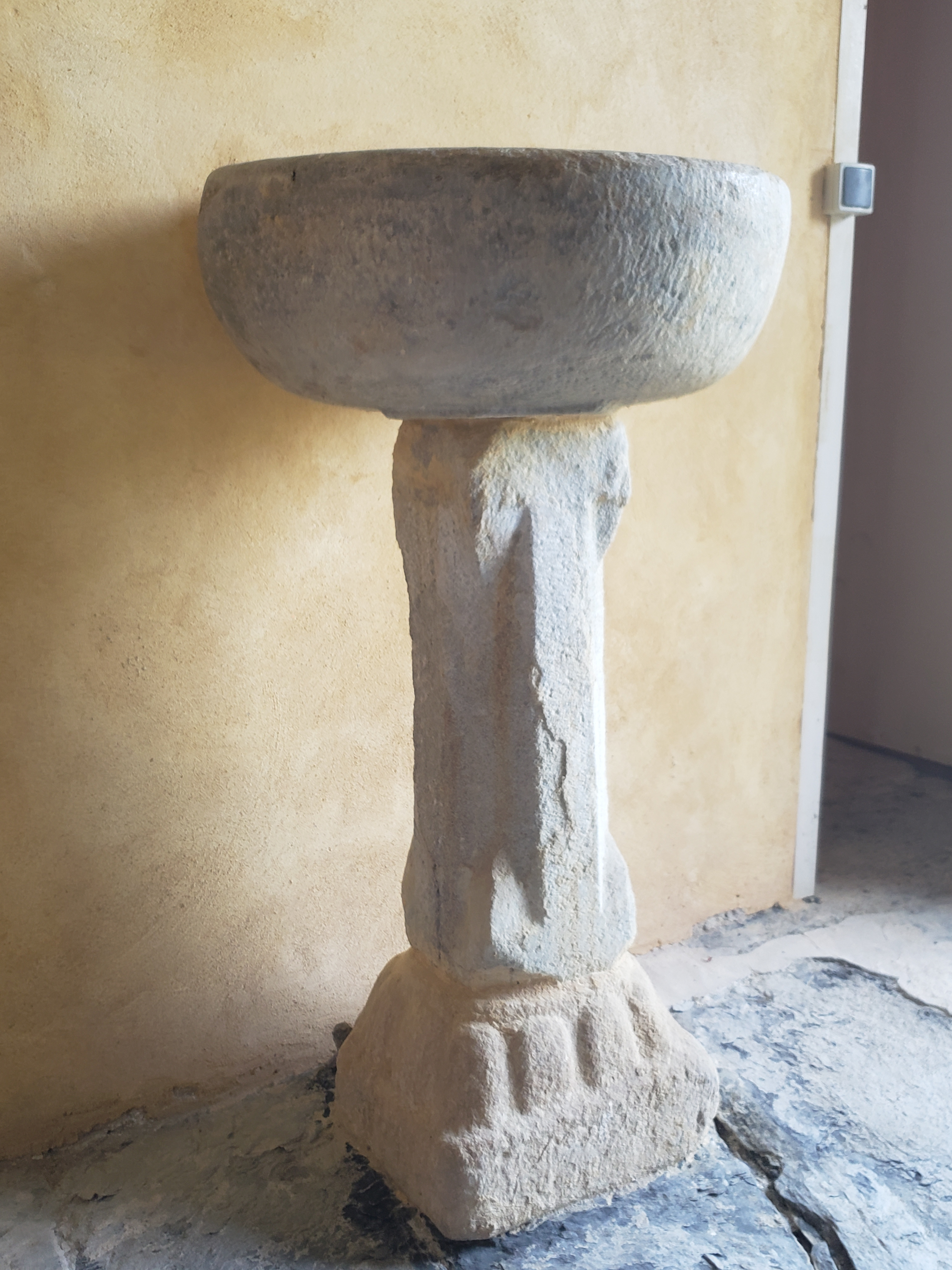
Bénitier
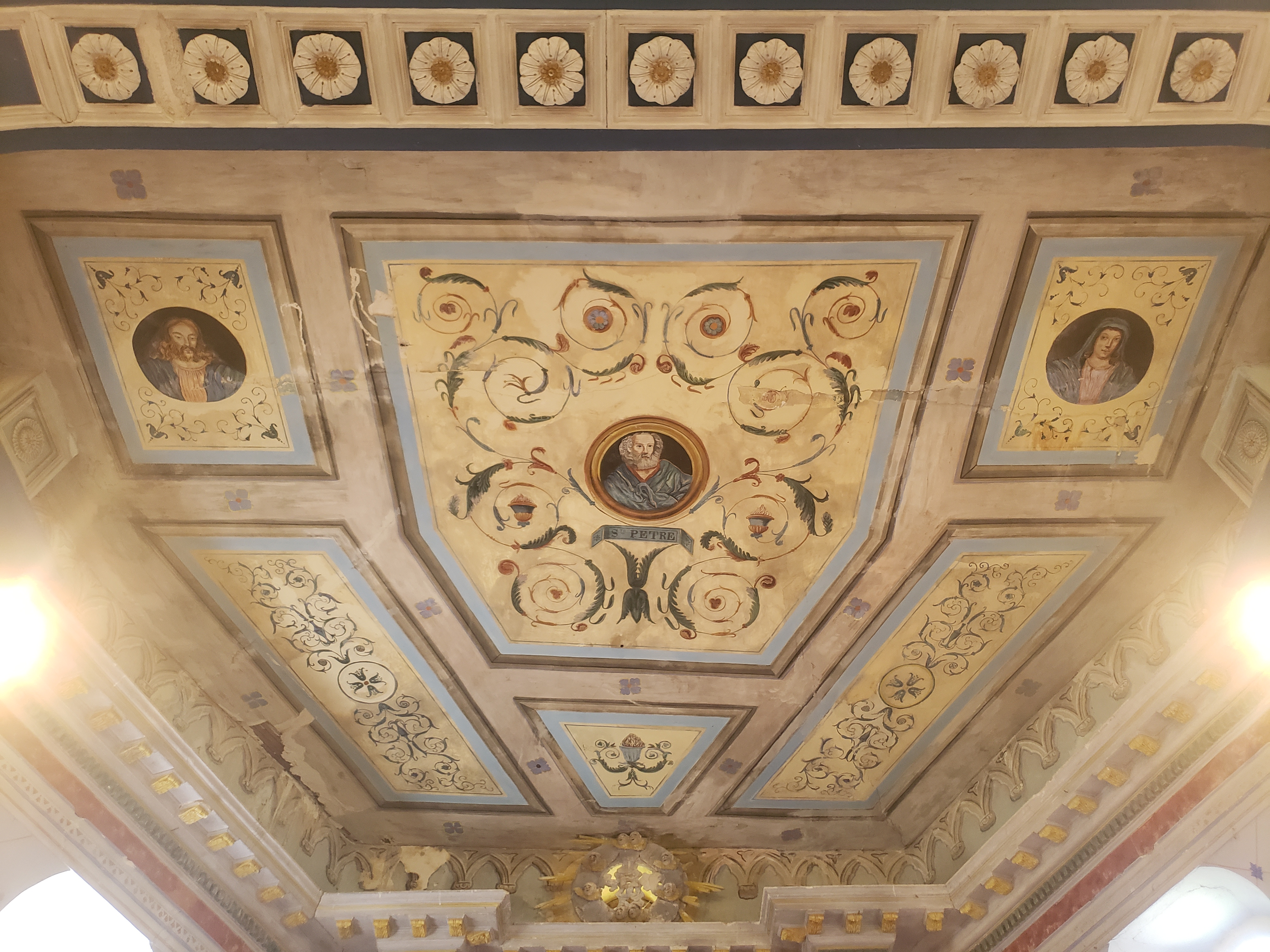
Plafond
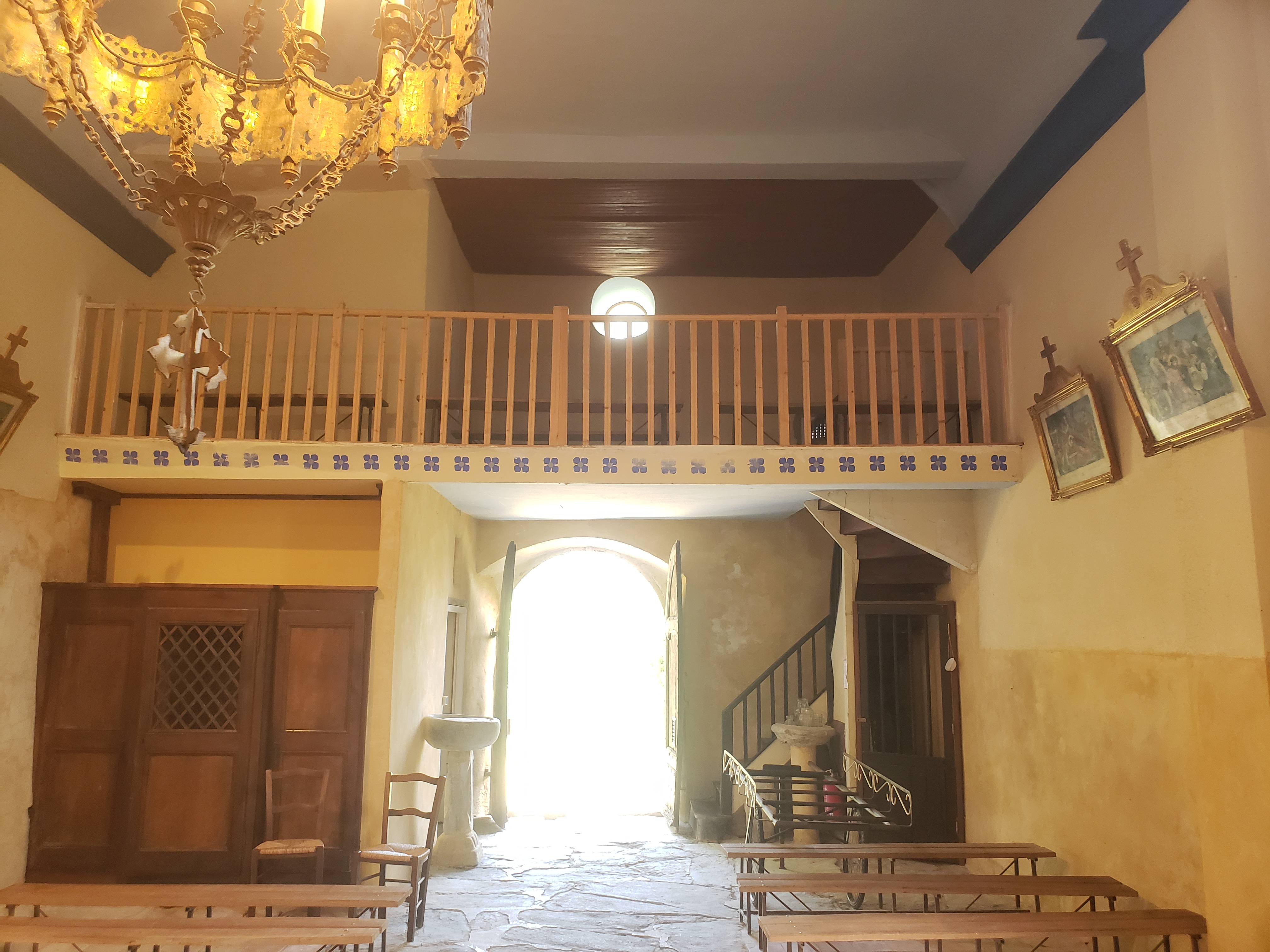
L'entrée